# Seciurile, Gorj

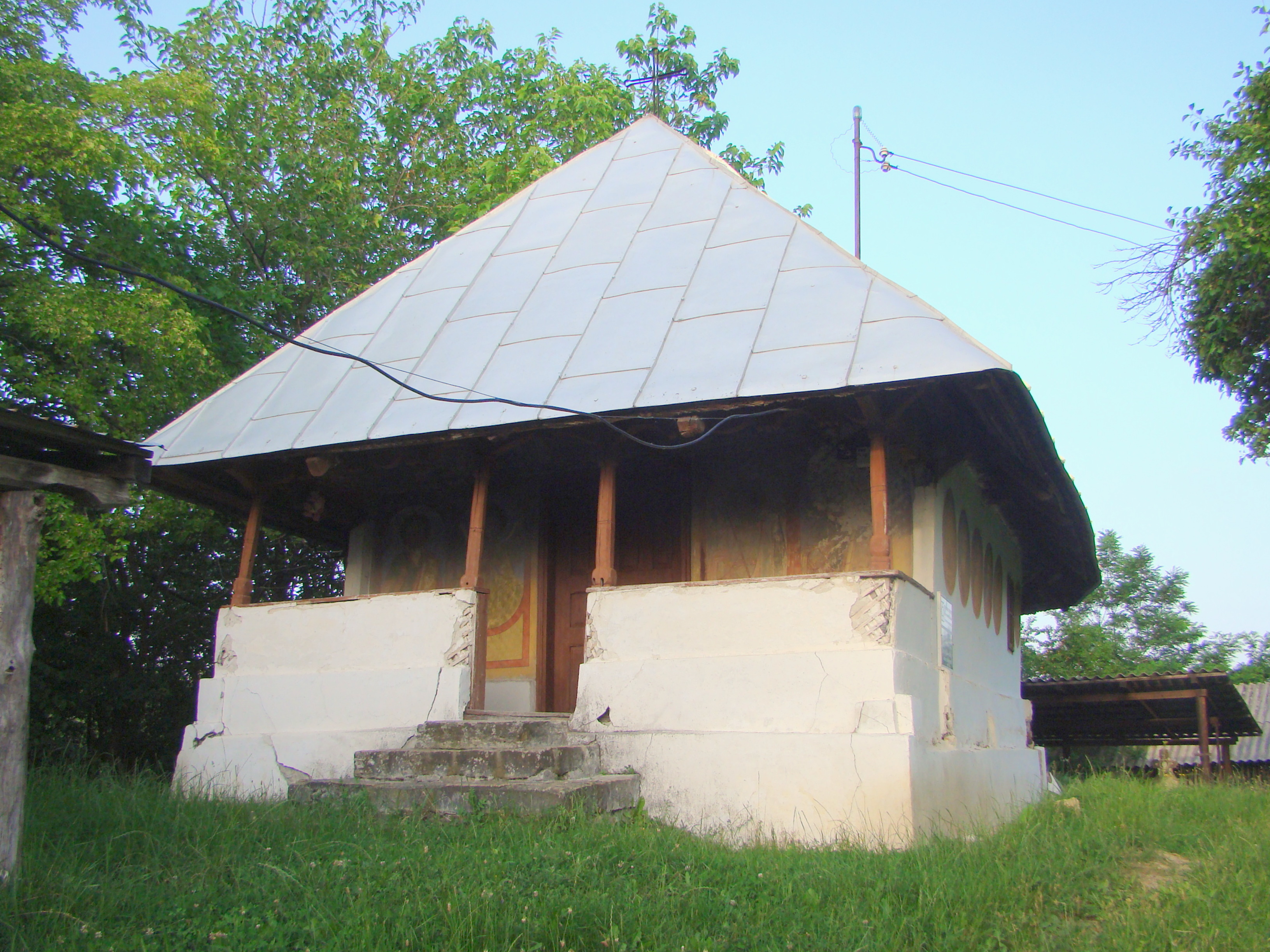
Biserica „Sfinții Voievozi” (1729), monument istoric

Seciurile este un sat în comuna Roșia de Amaradia din județul Gorj, Oltenia, România.
În mai 2006, aici a avut loc o alunecare de teren în urma căreia sătenii și-au pierdut casele,
116 la număr.
Aceasta a fost una dintre cele mai mari calamități din istoria județului Gorj de până atunci.
Autoritățile i-au mutat pe săteni câțiva kilometri mai încolo, pe un tăpșan al satului Câmpu Mare, care ține de comuna Albeni, unde li s-au ridicat 96 de case
însă fără apă curentă și canalizare și fără acte de proprietate.
Sinistrații au refuzat să se mute în noile case.
Asociația sinistraților a obținut despăgubiri în instanță de la Complexul Energetic Oltenia.

## Vezi și
- Biserica de lemn din Seciurile